# Jean-Pierre Duclos
Pour les articles homonymes, voir Duclos.
Jean-Pierre Duclos est un acteur suisse né le 2 octobre 1931 à Genève (Suisse) et mort le 19 février 2016 à Épagny (Haute-Savoie),.
Spécialisé dans le doublage, il fut surtout la voix de Sean Connery dans James Bond.

## Biographie
Après des études classiques au collège de Genève, il s'inscrit au Conservatoire. En 1951, il part à Paris pour tenter sa chance. Dès lors, il suit les cours de René Simon puis ceux de Marianne Stein à l'école Max Reinhardt. Comme bon nombre de comédiens, il fait ses débuts au théâtre.
En 1953, il fait la création de Dona Rosita de Lorca aux côtés de Silvia Monfort puis celle du Cercle de craie de Klabund. En 1954, il découvre l'univers du doublage et prêtera sa voix par la suite à divers acteurs comme Peter Graves, James Coburn ou encore Karl-Heinz Böhm dans la saga des Sissi. En 1962, il est choisi pour devenir la voix française de Sean Connery dans le rôle de James Bond (Jean-Claude Michel avait lui aussi auditionné) et y restera fidèle jusqu'à un dernier opus de ladite saga en 1971, si l'on excepte Jamais plus jamais, en 1983, où Jean-Claude Michel prend ce relais vocal.
En 1983 justement, lassé par le quotidien parisien, il prend sa retraite anticipée et se retire dans les Alpes, près de sa Suisse natale.
Il meurt le 19 février 2016.

## Filmographie
- 1956 : Si Paris nous était conté : un homme au musée du Louvre (non crédité)
- 1956 : Mannequins de Paris

## Doublage

### Cinéma
- James Coburn dans :
  - L'Enfer est pour les héros (1962) : Caporal Henshaw
  - La Grande Évasion (1963) : Louis Sedgwick dit « Le Matériel »
  - Cyclone à la Jamaïque (1965) : Zac
  - Notre homme Flint (1966) : Derek Flint
  - Qu'as-tu fait à la guerre, papa ? (1966) : Lieutenant Christian
  - F comme Flint (1967) : Derek Flint
  - L'Or des pistoleros (1967) : Lewton Cole
  - Il était une fois la révolution (1971) : John H. Mallory
  - Opération clandestine (1972) : Dr Peter Carey
  - Pat Garrett et Billy le Kid (1973) : Shérif Pat Garrett

- Sean Connery dans :
  - James Bond contre Docteur No (1962) : James Bond
  - Bons baisers de Russie (1963) : James Bond
  - La Femme de paille (1964) : Anthony Richmond
  - Goldfinger (1964) : James Bond
  - Opération Tonnerre (1965) : James Bond
  - On ne vit que deux fois (1967) : James Bond
  - Les diamants sont éternels (1971) : James Bond

- Karl-Heinz Böhm dans :
  - Sissi (1955) : Empereur Franz Joseph
  - Sissi impératrice (1956) : Franz Joseph[6]
  - Sissi face à son destin (1957) : Franz Joseph
  - Le Passager clandestin (1958) : Jean

- Cliff Robertson dans :
  - Mission 633 (1964) : Roy Grenville
  - Que le meilleur l'emporte (1964) : Joe Cantwell
  - La Brigade du diable (1968) : Major Alan Crown

- William Leslie dans :
  - Les Cavaliers (1959) : Lieutenant Richard Gray
  - La Mission secrète du sous-marin X-16 (1959) : Lieutenant Doherty

- Steve Forrest dans :
  - Train, amour et crustacés (1959) : Lawrence « Larry » Clay Hall
  - Le jour le plus long (1962) : Sergent Harding

- Gordon Scott dans :
  - Le Géant à la cour de Kublai Khan (1961) : Maciste
  - Hercule contre Moloch (1963) : Glauco / Hercule

- Kirk Morris dans :
  - Maciste en enfer (1962) : Maciste
  - Maciste et les Filles de la vallée (1964) : Maciste

- Lex Barker dans :
  - La Révolte des Indiens Apaches (1963) : Old Shatterhand
  - Le Trésor des montagnes bleues (1965) : Old Shatterhand

- Frederick Stafford dans :
  - Furia à Bahia pour OSS 117 (1965) : Hubert Bonisseur de la Bath, alias OSS 117
  - Atout cœur à Tokyo pour OSS 117 (1966) : Hubert Bonisseur de la Bath, alias OSS 117

- Peter Graves dans :
  - Texas, nous voilà (1966) : Capitaine Rodney Stimpson
  - Le Ranch de l'injustice (1967) : Jason Meredith

- Alex Cord dans :
  - La Diligence vers l'Ouest (1966) : Ringo Kid
  - Une minute pour prier, une seconde pour mourir (1968) : Clay McCord

Mais aussi :
- 1953[7] : Le Sorcier du Rio Grande : Johnny Gunther (John Pickard)
- 1954 : Ceux du voyage : Frank Colloni (Lyle Bettger)
- 1956 : Zarak le valeureux : Johnson, le jeune officier (Conrad Phillips)
- 1956 : Tension à Rock City : Wes Tancred (Richard Egan)
- 1956 : Les Échappés du néant : Joe Brooks (Keith Andes)
- 1957 : L'Odyssée de Charles Lindbergh : le photographe[Qui ?]
- 1957 : Douze hommes en colère : un employé de la cour (Billy Nelson)
- 1957 : Les soucoupes volantes attaquent : le major Huglin (Donald Curtis)
- 1957 : Prisonnière des martiens : Togawa (Akio Kusama)
- 1957 : Mon homme Godfrey : le jeune homme au bar (Paul Levitt)
- 1958 : Le Gaucher : le sergent réclamant ses quatre dollars (Glen Turnbull)
- 1958 : Le Salaire de la violence : Jensen Sieverts (Ray Teal)
- 1958 : La Tempête : un commandant[Qui ?]
- 1958 : L'Étoile brisée : un acolyte de Sam Teeler (Rayford Barnes)
- 1958 : Contre-espionnage à Gibraltar : le capitaine à bord de l'avion (John Gale)
- 1958 : Je veux vivre ! : Bruce King (James Philbrook)
- 1958 : Bonjour tristesse : Philippe (Geoffrey Horne)
- 1959 : Annibal : Rutarius (Carlo Pedersoli)
- 1959 : Le Géant du Grand Nord : Sayapi (Ray Danton)
- 1959 : Le Confident de ces dames : un serveur[Qui ?] et un reporter[Qui ?]
- 1959 : Le Courrier de l'or : le docteur de Julesburg (Walter Reed)
- 1959 : Le Coup de l'escalier : le soldat au bar (Wayne Rogers)
- 1959 : La Police fédérale enquête : l'agent NY32 du FBI[Qui ?]
- 1959 : La Nuit de tous les mystères : Lance Schroeder (Richard Long)
- 1959 : La Vengeance du Sarrasin : le Tripolitain (Ubaldo Lay)
- 1959 : Le Tigre du Bengale : le serviteur de Ramigani (Helmut Hildebrand)
- 1959 : Les temps sont durs pour les vampires : Victor, le chanteur (Rik Van Nutter)
- 1959 : Ne tirez pas sur le bandit : Davy Crockett (Fess Parker)
- 1959 : Tout près de Satan : Wolfgang Sulke (Wes Addy)
- 1960 : Alamo : Capitaine Almeron « Dick » Dickinson (Ken Curtis)
- 1960 : L'Inconnu de Las Vegas : Roger Corneal (Henry Silva)
- 1960 : Le Serment de Robin des Bois : Retford (Adam Keane)
- 1961 : Les Comancheros : Emil Bouvier (Gregg Palmer)
- 1961 : Le Triomphe de Michel Strogoff : un lieutenant russe[Qui ?]
- 1961 : Tonnerre Apache : soldat Denton (Clem Harvey)
- 1961 : Marco Polo : le prisonnier[Qui ?]
- 1961 : Le Dernier des Vikings : Longborg (Aldo Bufi Landi)
- 1961 : Amour sauvage : l'homme penché sur le corps de Cliff Macy[Qui ?]
- 1961 : Au péril de sa vie : Mzimba (Charles Wood)
- 1961 : Les lauriers sont coupés : Pierre Galante (Alex Dunand)
- 1962 : Un crime dans la tête : Colonel Milton (Douglas Anderson)
- 1962 : Trahison sur commande : Harold Murray (Phil Brown)
- 1962[8] : Jules César contre les pirates : Sylla (Erno Crisa)
- 1962 : Un direct au cœur : Lew Nyack (Charles Bronson)
- 1962 : Le Monstre aux yeux verts : Pr Giorgio Borri (Jacopo Tecchi)
- 1963 : La Panthère rose : Saloud (James Lanphier)
- 1963 : Les Derniers Jours d'un empire : un ami de Marcus[Qui ?]
- 1963 : Maciste contre les Mongols : Susdal (Renato Rossini)
- 1963 : Persée l'invincible : le prince Aliseo (Armand Jordan)
- 1963 : La Revanche du Sicilien : un joueur[Qui ?]
- 1963 : Oui ou non avant le mariage ? : Dr Charles Howard (Robert Lansing)
- 1963 : Pousse-toi, chérie : Adam / Steven « Steve » Burkett (Chuck Connors)
- 1963 : La Souris sur la Lune : le journaliste aux grosses lunettes[Qui ?]
- 1964 : Quatre Garçons dans le vent : Shake (John Junkin)
- 1964 : La Charge de la huitième brigade : Sergent Kroger (Larry Ward)
- 1964 : Quand l'inspecteur s'emmêle : François Chevalier (André Maranne)
- 1964 : Madame Croque-maris : Edgar Hopper (Dick Van Dyke)
- 1964 : Banco à Bangkok pour OSS 117 : Hubert Bonisseur de la Bath, alias OSS 117 (Kerwin Mathews)
- 1964 : Le Mercenaire de minuit : John Medford (Russell Johnson)
- 1964 : La Furie des Apaches : Steve Loman (Frank Latimore)
- 1964 : Ne m'envoyez pas de fleurs : Bert (Clint Walker)
- 1964 : Maciste, gladiateur de Sparte : Carteus[Qui ?]
- 1964 : La Fureur des Apaches : Red Hawk (Michael Dante)
- 1965 : Buffalo Bill, le héros du Far-West : Capitaine George Hunter (Hans von Borsody)
- 1965 : Première Victoire : Lieutenant-Colonel Gregory (George Kennedy)
- 1965 : Les Dix Petits Indiens : Hugh Lombard (Hugh O'Brian)
- 1965 : Django le Proscrit (El proscrito del río Colorado) : Don Cristobal Riaño (Jesús Tordesillas)
- 1966 : Nevada Smith : Jonas Cord (Brian Keith)
- 1966 : Mes funérailles à Berlin : Johnnie Vulkan / Paul-Louis Broum (Paul Hubschmid)
- 1966 : La Canonnière du Yang-Tsé : Bronson (Joe Turkel)
- 1966 : La Vengeance de Siegfried : Blo-Edin, le frère d'Attila (Samson Burke)
- 1966 : Mission secrète pour Lemmy Logan : Lemmy Logan (Luis Dávila)
- 1966 : L'Opération diabolique : M. Ruby (Jeff Corey)
- 1966 : Johnny Yuma : Johnny Yuma (Mark Damon)
- 1966 : Trois Cavaliers pour Fort Yuma : Lieutenant Gary Diamond (Giuliano Gemma)
- 1966 : 4 dollars de vengeance : Dave Griffith (Antonio Molino Rojo)
- 1966 : Quelques dollars pour Django : Graham (Joe Camel)
- 1967 : Hombre : Lamar Dean (David Canary)
- 1967 : Sept secondes en enfer : Marshal Virgil Earp (Frank Converse)
- 1967 : Fort Bastion ne répond plus : Sy Elkins (Wendell Corey)
- 1967 : Wanted : Mathias Logan (Riccardo Pizzuti)
- 1967 : Violence à Jericho : Torrey (Brad Weston)
- 1967 : Coplan ouvre le feu à Mexico : Francis Coplan (Lang Jeffries)
- 1967 : Les Trois Fantastiques Supermen : Tony (Tony Kendall)
- 1967 : Superman le diabolique : Sir Reginald Hoover / Argoman (Roger Browne)
- 1967 : Le Dernier Safari : Miles Gilchrist (Stewart Granger)
- 1967[9] : Sept Winchester pour un massacre : Mesa Alvarez (Attilio Severini)
- 1967 : Camelot : Sir Dinadan (Anthony Rogers)
- 1968 : Le Raid suicide du sous-marin X1 : Commandant Richard Bolton (James Caan)
- 1968 : Trahison à Stockholm : le commentateur de la télévision suédoise[Qui ?]
- 1968 : Les Bérets verts : Sergent Watson (Eddy Donno)
- 1968 : Évasion sur commande : le lieutenant Gruber (Horst Ebersberg)
- 1968 : Chacun pour soi : Slim (Hardy Reichelt)
- 1968[8] : The Belle Starr Story : Pedro (Dan Harrison)
- 1968 : Le Salaire de la haine : Bill Dakota (Remo De Angelis)
- 1969 : Une corde, un Colt... : Thomas Caine (Lee Burton)
- 1969 : Django le Bâtard : Django (Anthony Steffen)
- 1969 : Sept hommes pour Tobrouk : le capitaine George Bradbury (George Hilton)
- 1969 : La Bataille de la Neretva : Ivan (Lojze Rozman)
- 1970 : Appelez-moi Monsieur Tibbs : deux policiers[Qui ?]
- 1970 : L'Assaut des jeunes loups : Turner (Rock Hudson)
- 1971 : La Folie des grandeurs : le marquis del Basto (Venantino Venantini)
- 1971 : La Grande Chevauchée de Robin des Bois : le roi Richard Cœur de Lion (Lars Bloch)
- 1972 : Guet-apens : Frank Jackson (Bo Hopkins)
- 1972 : Société anonyme anti-crime : le procureur Ricciuti (Mario Adorf)
- 1972 : Gunn la gâchette : Seth (Bernie Casey)
- 1973 : Shaft contre les trafiquants d'hommes : Vincent Amafi (Frank Finlay)

### Télévision
- 1960 : Destination Danger : Hugo Delano (Dermot Walsh) épisode Enterrons les morts
- 1960 : Destination Danger : Général Khan (Andrew Faulds) épisode La Gouvernante
- 1960 : Destination Danger : Miguel Santos (Michael Ripper) épisode Le Masque de l'amour
- 1960 : Destination Danger : Hashid (William Peacock) épisode Une fuite
- 1964 : L'Épouvantail : Dr Christopher Syn / L'Épouvantail (Patrick McGoohan)
- 1966-1973 : Mission impossible : Jim Phelps (Peter Graves) dans trois épisodes[10]
- 1971 : La Dernière Chance : Howard Drumm (Harry Guardino)